# Corydalis clarkei
Corydalis clarkei är en vallmoväxtart som beskrevs av David Prain. Corydalis clarkei ingår i släktet nunneörter, och familjen vallmoväxter. Inga underarter finns listade i Catalogue of Life.